# Klassificeret information
Klassificeret information, klassificeret oplysning  eller klassificeret materiale er information der, i forbindelse med militær- og politiarbejde, anses for at være følsom information, der skal beskyttes. Adgang er ved lov eller regulering begrænset til bestemte grupper af mennesker med den nødvendige sikkerhedsgodkendelse og "need-to-know". I USA vil fejlhåndtering af materialet pådrage nogen straf.

## Klassifikationsgrader

### I Danmark
| Dansk klassifikation   | NATO klassifikation     | EU Klassifikation                 | Betydning |
| ---------------------- | ----------------------- | --------------------------------- | --- |
| TIL TJENESTEBRUG (TTJ) | NATO RESTRICTED         | RESTREINT UE / EU RESTRICTED      | Informationer der ikke må offentliggøres eller komme uvedkommende til kendskab.                                                                               |
| FORTROLIGT (FTR)       | NATO CONFIDENTIAL       | CONFIDENTIEL UE / EU CONFIDENTIAL | Informationer, hvis videregivelse uden dertil indhentet bemyndigelse ville kunne forvolde Danmark eller landene i NATO eller EU skade.                        |
| HEMMELIGT (HEM)        | NATO SECRET             | SECRET UE / EU SECRET             | Informationer, hvis videregivelse uden dertil indhentet bemyndigelse ville kunne forvolde Danmark eller landene i NATO eller EU alvorlig skade.               |
| YDERST HEMMELIGT (YHM) | COSMIC TOP SECRET (CST) | TRÈS SECRET UE / EU TOP SECRE     | Informationer, hvis videregivelse uden dertil indhentet bemyndigelse ville kunne forvolde Danmark eller landene i NATO eller EU overordentlig alvorlig skade. |